# Soutomaior
Soutomaior település Spanyolországban, Pontevedra tartományban. Soutomaior Pontevedra, Pazos de Borbén, Fornelos de Montes, Ponte Caldelas és Redondela községekkel határos. Lakosainak száma 7584 fő (2024).

## Népesség
A település népessége az elmúlt években az alábbi módon változott:
| Lakosok száma | 5398 | 5781 | 6305 | 6867 | 7265 | 7356 | 7242 | 7395 | 7543 | 7584 |
|               | 2001 | 2004 | 2007 | 2009 | 2012 | 2014 | 2017 | 2019 | 2022 | 2024 |